# ريبيكا كويك
ريبيكا كويك (بالإنجليزية: Rebecca Quick) هي مدونة وصحفية أمريكية، ولدت في 18 يوليو 1972 في إنديانا في الولايات المتحدة.

## وصلات خارجية
- ريبيكا كويك على موقع IMDb (الإنجليزية)